# Гаврилова, Людмила Ивановна
Людмила Ивановна Гаврилова (род. 17 ноября 1951, Калуга) — советская и российская актриса театра и кино, преподаватель кафедры актёрского мастерства Театрального училища имени Б. В. Щукина, ведущая информационно-познавательного канала «Настроение» на канале «ТВ Центр». Заслуженная артистка Российской Федерации (2007).

## Биография
Людмила Ивановна Гаврилова родилась 17 ноября 1951 года в городе Калуге, детство провела в родном городе, где позже окончила школу.
В 1973 году окончила Театральное училище им. Б. Щукина (курс Т. К. Коптевой). В том же году была принята в труппу Московского академического театра Сатиры под руководством В. Н. Плучека, где проработала до 2011 года.
В 1973 году дебютировала в главной роли в спектакле «Пеппи Длинный чулок» в постановке Маргариты Микаэлян.

## Личная жизнь
- Первый муж — актёр Шавкат Газиев (1944—2014).
  - Сын Таир.
- Второй муж — актёр Александр Диденко (1949—2004)[3].

## Творчество

### Дипломный спектакль
- 1973 — «Окно» (водевиль) Ж.Фейдо, постановка В.Г. Шлезингер

### Роли в театре
- «Пеппи длинный чулок» Астрид Линдгрен — Пеппи
- «Ремонт» М. М. Рощина — девушка
- «Затюканный апостол» А. Макаёнка — сестра
- «Тартюф» Мольера — Марианна
- «Гнездо глухаря» В. С. Розова — Зойка
- «Женитьба Фигаро» Бомарше — Сюзанна
- «Проснись и пой!» Миклоша Дьярфаша — Карола
- «Ревизор» Н. В. Гоголя — Пошлёпкина
- «Трёхгрошовая опера» Б.Брехт — Полли Пичем, позже госпожа Пичем
- «Клоп» В.Маяковского — Зоя Берёзкина
- «Малыш и Карлсон, который живет на крыше» Астрид Линдгрен — сестра Малыша, позже фрёкен Бок
- «Родненькие мои» — Алёна
- «Самоубийца» Н. Эрдмана — Раиса Филипповна
- «8 любящих женщин» Р.Тома — Пьеретт
- «Мольер» («Кабала святош») М.А.Булгакова — незнакомка

### Фильмография
- 1971 — У нас на заводе — Алла
- 1974 — Северная рапсодия — Тоня
- 1976 — Тимур и его команда — Ольга, старшая сестра Жени
- 1977 — Мимино — организатор симпозиума эндокринологов
- 1979 — Опасные друзья — учитель географии
- 1981 — Простая девушка[4] — Ира[5]
- 1985 — Салон красоты — Наталья
- 1987 — Время летать — лыжница
- 1988 — Артистка из Грибова — сестра Галины
- 1988 — Меня зовут Арлекино — мать Арлекино
- 1989 — Во бору брусника — подруга Марии
- 1989 — Катала — любовница Карася
- 1989 — Когда мне будет 54 года
- 2000 — Нам — 75! — фрёкен Бок
- 2006 — Четыре таксиста и собака 2 — мировой судья
- 2007 — Три дня в Одессе — мама девушки
- 2008 — Домовой
- 2008 — Любовь-морковь 3 — подруга Елизаветы Николаевны

### Роли в телесериалах
- 2002 — Дружная семейка — мама Кати Ларкиной
- 2005 — Аэропорт — Ляля
- 2005 — Кулагин и партнёры — домработница
- 2005 — Солдаты 5 — Варвара Степановна, мама Цлава
- 2006 — Солдаты 8 — Варвара Степановна, мама Цлава
- 2006 — Важнее, чем любовь — Ольга Никифоровна
- 2007 — Сваха — Нина Петровна (Хризантема)
- 2007 — На пути к сердцу
- 2007 — Закон и порядок. Преступный умысел — преподаватель в детской школе искусств
- 2008 — Я лечу — мама Марины
- 2008 — Я — телохранитель: Киллер к юбилею — жена Лямина
- 2008 — Широка река — Алла Сергеевна Кузовлева
- 2008 — Выбор моей мамочки — мама Леонида
- 2008 — Глухарь — Наталья, мама Глухарёва
- 2009 — Первая попытка — Ирина Алексеевна
- 2009 — Всегда говори «всегда» 5 — Екатерина
- 2009 — Мужчина в моей голове — Алла Эдуардовна, мама Андрея
- 2009 — Брак по завещанию — Зиновьева
- 2009 — Такова жизнь — Анна
- 2009 — Адвокатессы — Алла Ивановна
- 2010 — Дворик — директор детского дома
- 2010 — Маруся — Анжела
- 2010 — Погоня за тенью — Галина Сергеевна Беспалова
- 2010 — Земский доктор — главврач Стерлигова
- 2011 — Отражение — Ольга Семёновна, работник архива МВД
- 2011 — Братья — мать
- 2011 — Земский доктор — главврач Стерлигова
- 2013 — Папины дочки. Суперневесты — свекровь Светланы, клиентка массажного салона Даши (403)
- 2013 — Людмила — Татьяна Алексеевна Наседкина
- 2015 — Точки опоры (3-я серия) — Лидия Владимировна, директор пансионата "Волна"
- 2016 — Маргарита Назарова — соседка Лариса Карловна